# Вест-Шеріленд (Техас)
Вест-Шеріленд (англ. West Sharyland) — переписна місцевість (CDP) в США, в окрузі Ідальго штату Техас. Населення — 2004 особи (2020).

## Географія
Вест-Шеріленд розташований за координатами 26°16′20″ пн. ш. 98°20′23″ зх. д. / 26.27222° пн. ш. 98.33972° зх. д. (26.272299, -98.339707).  За даними Бюро перепису населення США в 2010 році переписна місцевість мала площу 3,47 км², уся площа — суходіл. В 2017 році площа становила 3,07 км², уся площа — суходіл.

## Демографія
Згідно з переписом 2010 року, у переписній місцевості мешкало 2309 осіб у 560 домогосподарствах у складі 512 родин. Густота населення становила 666 осіб/км².  Було 578 помешкань (167/км²). 
Расовий склад населення:
| - 98,5 % — білих - 0,2 % — азіатів |

До двох чи більше рас належало 0,3 %. Іспаномовні складали 98,2 % від усіх жителів.
За віковим діапазоном населення розподілялося таким чином: 37,4 % — особи молодші 18 років, 57,2 % — особи у віці 18—64 років, 5,4 % — особи у віці 65 років та старші. Медіана віку мешканця становила 25,2 року. На 100 осіб жіночої статі у переписній місцевості припадало 101,5 чоловіків;  на 100 жінок у віці від 18 років та старших — 98,6 чоловіків також старших 18 років.
Середній дохід на одне домашнє господарство  становив 31 586 доларів США (медіана — 23 665), а середній дохід на одну сім'ю — 33 991 долар (медіана — 24 174). Медіана доходів становила 46 838 доларів для чоловіків та 21 705 доларів для жінок. За межею бідності перебувало 49,5 % осіб, у тому числі 51,7 % дітей у віці до 18 років та 86,1 % осіб у віці 65 років та старших.
Цивільне працевлаштоване населення становило 631 особа. Основні галузі зайнятості: роздрібна торгівля — 30,7 %, освіта, охорона здоров'я та соціальна допомога — 30,0 %, науковці, спеціалісти, менеджери — 10,9 %, транспорт — 8,2 %.